# الهروب إلى الوهم (مسلسل)
الهروب إلى الوهم هو مسلسل عراقي عرض في عام 1996 .

## الممثلون
- مهدي الحسيني
- هند طالب
- إيناس طالب